# Lai Ching-te
Lai Ching-te, noto come William Lai (賴清德T, Lài QīngdéP; Wanli, 6 ottobre 1959), è un politico taiwanese, presidente di Taiwan dal 20 maggio 2024.
È stato membro dello Yuan legislativo dal 1999 al 2010 e sindaco di Tainan dal 2010 al 2017, per poi assumere l'incarico di premier dal 2017 al 2019.
Dal 2020 al 2024 ha ricoperto la carica di vicepresidente di Taiwan, candidandosi nel 2023 alle elezioni presidenziali del 2024, in cui risulta eletto con circa il 40% dei voti.

## Biografia
Nato in una famiglia di minatori di carbone a Wanli, lui e i suoi cinque fratelli sono stati cresciuti dalla madre vedova, in seguito alla morte del padre nei primi anni '60 a causa di un avvelenamento da monossido di carbonio.
Dopo aver frequentato la Scuola superiore municipale Jianguo di Taipei, Lai ha studiato sia presso l'Università Nazionale di Taiwan, ottenendo un bachelor of science, sia presso l'Università Nazionale Cheng Kung a Tainan, dove si è specializzato in nefrologia. Ha poi studiato presso la Harvard School of Public Health per conseguire un master in salute pubblica, seguito da un tirocinio presso l'ospedale dell'Università Nazionale Cheng Kung, dove ha acquisito una specializzazione in danni al midollo spinale.

## Carriera politica

### Ascesa in politica
Dopo aver lavorato a livello provinciale come assistente alla campagna elettorale del PPD nel 1994, Lai decise di entrare in politica. La sua prima occasione per essere eletto si presentò con le elezioni dell'Assemblea nazionale del 1996, nelle quali Lai ottenne un seggio. In seguito, si candidò alle elezioni del 1998 per lo Yuan legislativo con il PPD, rappresentando la città di Tainan. Fu eletto con successo e successivamente riconfermato per tre volte, rispettivamente nel 2001, 2004 e 2008, servendo come legislatore per un totale di 11 anni complessivi.

### Sindaco di Tainan (2010-2017)

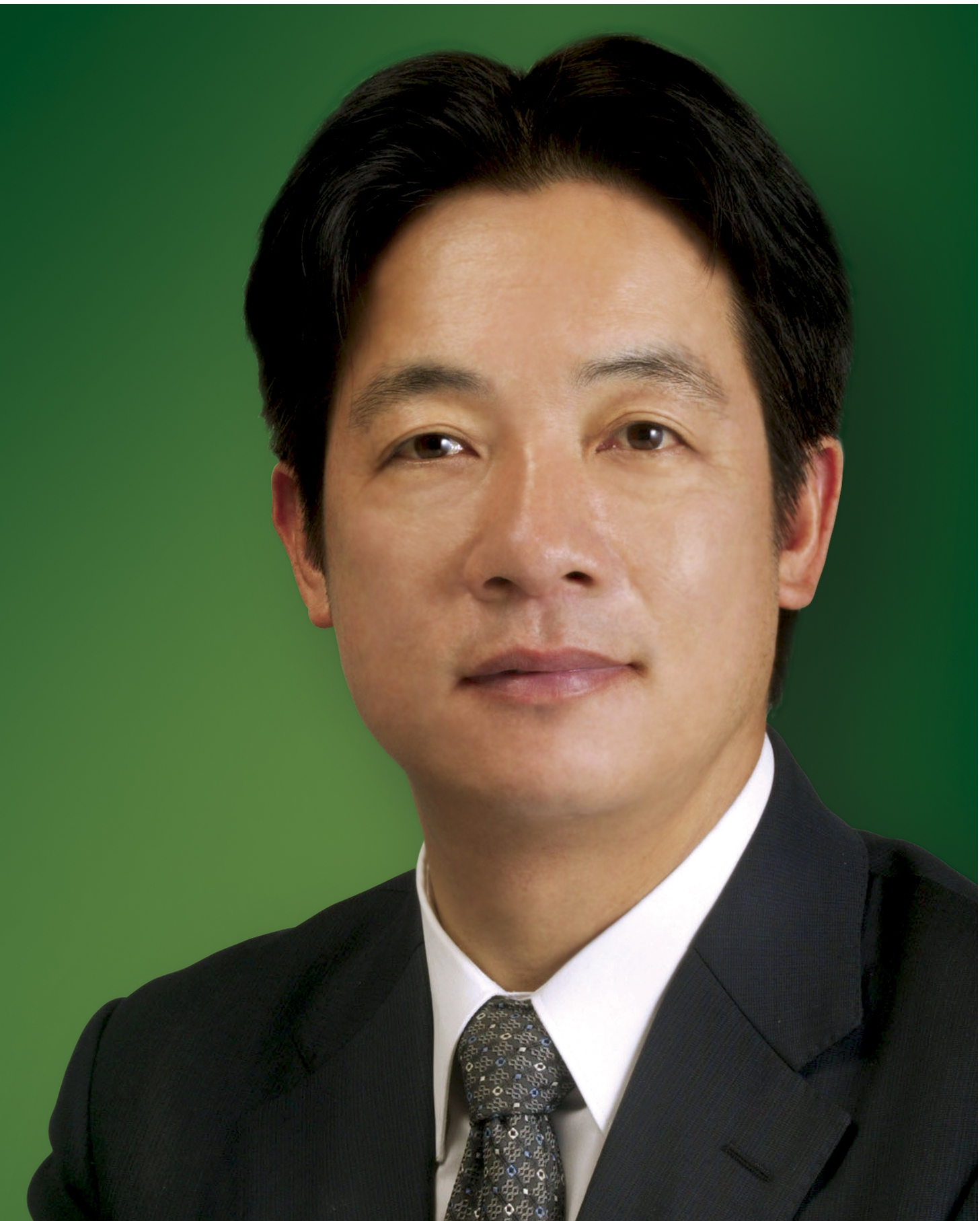
Lai come sindaco di Tainan nel 2017

Dopo aver vinto le primarie del PPD a gennaio 2010, Lai si candidò come candidato per le elezioni comunali a Tainan del novembre 2010, ottenendo il 60,41% dei voti e sconfiggendo il candidato del Kuomintang, Kuo Tien-tsai. Assunse ufficialmente l'incarico il 25 dicembre 2010.
Nel 2013, un sondaggio lo classificò come il più popolare tra i sei capi delle municipalità speciali di Taiwan, con un tasso di approvazione del 76%.
Lai si candidò per la rielezione nel novembre 2014 contro Huang Hsiu-shuang del Kuomintang. La sfidante, considerata un'outsider a Tainan, roccaforte pan-verde, si presentò in strada su un cavallo nero come stunt elettorale. Lai, al contrario, non pianificò molte attività di campagna, preferendo concentrarsi sui doveri di sindaco. Alla fine vinse le elezioni con un margine di 45 punti percentuali, il più ampio tra le elezioni municipali di quell'anno.

### Primo ministro della Repubblica di Cina (2017-2019)

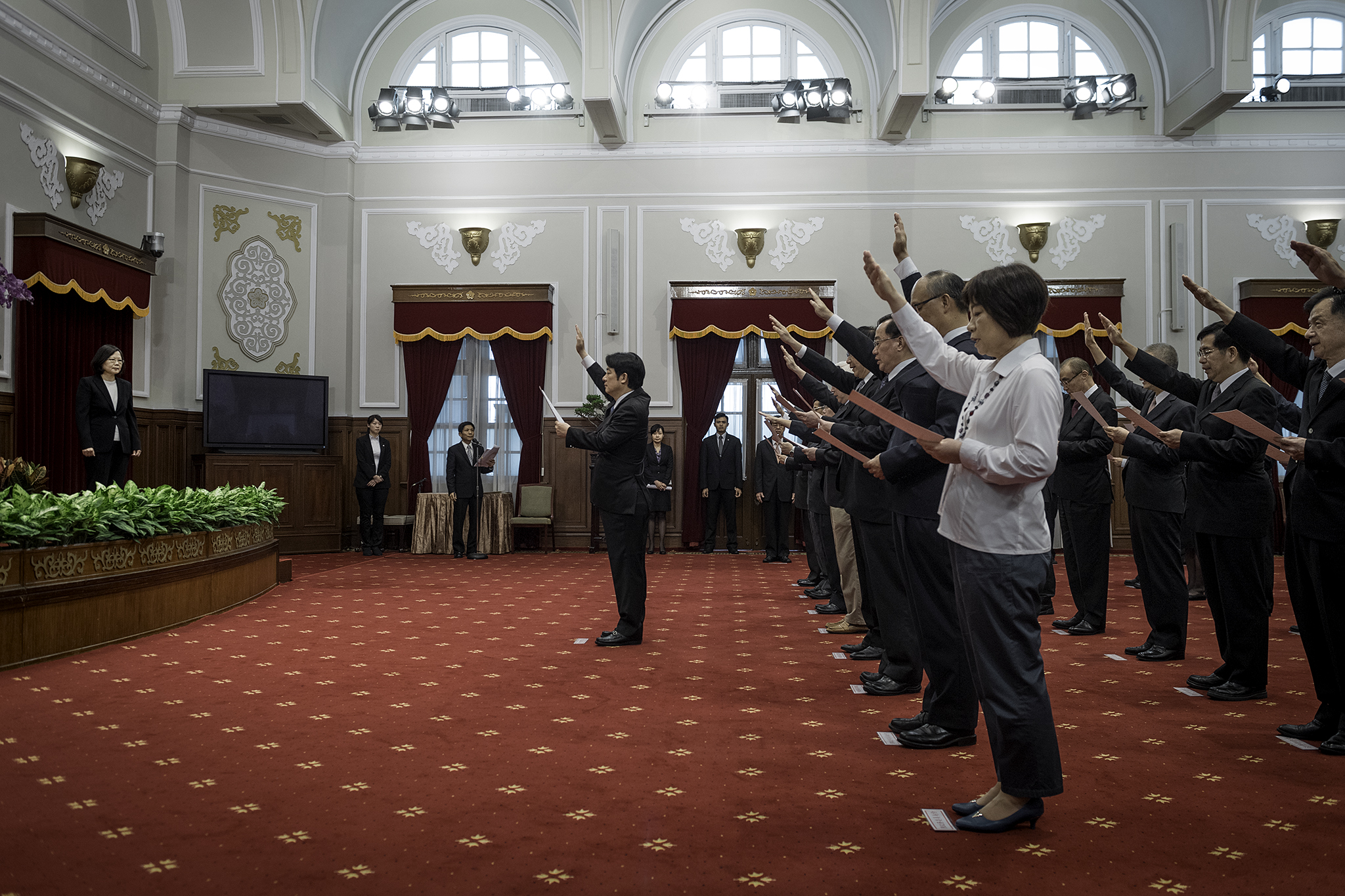
Il premier Lai e i membri del gabinetto prestano giuramento davanti alla presidente Tsai Ing-wen nel palazzo presidenziale di Taiwan

Dopo le dimissioni del primo ministro Lin Chuan nel settembre 2017, la presidente Tsai Ing-wen annunciò in conferenza stampa che Lai sarebbe diventato il prossimo capo dello Yuan esecutivo. Quest'ultimo assunse ufficialmente l'incarico l'8 settembre come 49º primo ministro di Taiwan. Dopo la sua nomina, i tassi di approvazione di Tsai aumentarono al 46%, con un rialzo di oltre 16 punti percentuali dal precedente agosto.
Il 26 settembre, Lai fece la sua prima apparizione allo Yuan Legislativo, dichiarando di sostenere l'indipendenza di Taiwan, ma che "siamo già una nazione sovrana chiamata Repubblica di Cina" e che non era necessario fare una dichiarazione separata di indipendenza. Espresse anche di non avere desiderio di sfidare Tsai Ing-wen nelle elezioni presidenziali del 2020.
Nell'ottobre 2017, i sondaggi mostrarono che Lai aveva ottenuto l'approvazione del 68,8% dei rispondenti, mentre il 23% si dichiarò insoddisfatto. Il 20 ottobre, in risposta ai commenti del segretario generale Xi Jinping sulla politica di una sola Cina e sul Consenso del 1992 al XIX Congresso nazionale del Partito Comunista Cinese, egli dichiarò che il governo taiwanese, seguendo le direttive di Tsai, avrebbe mantenuto la promessa di non cambiare lo status quo tra i due Stati e di non cedere alle pressioni di Pechino, manifestatesi attraverso intimidazioni militari e un blocco internazionale.
Nel novembre 2018, Lai presentò le sue dimissioni alla presidente dopo la pesante sconfitta del PPD nelle elezioni locali, accettando infine di rimanere in carica per aiutare a stabilizzare il governo fino all'approvazione del bilancio generale da parte dello Yuan Legislativo nel gennaio 2019. Il governo si dimise dunque l'11 gennaio 2019 e Su Tseng-chang fu nominato nuovo premier di Taiwan.

### Vicepresidente della Repubblica di Cina (2020-2024)

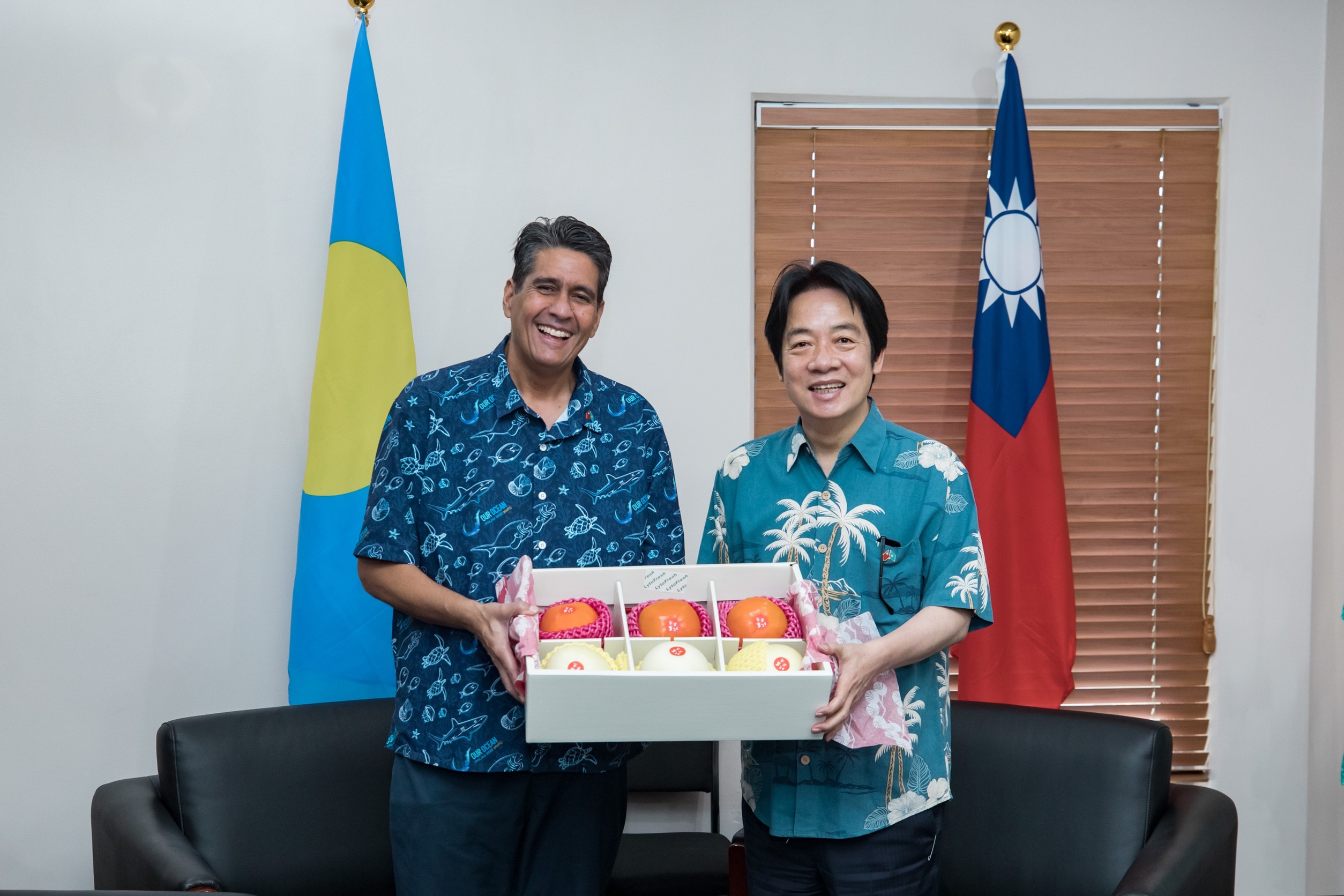
Il vicepresidente Lai scambia doni con il presidente di Palau Surangel Whipps Jr. durante una visita ufficiale a Palau nel novembre 2022

Nel novembre 2019, Lai accettò l'offerta della presidente Tsai Ing-wen di diventare il suo candidato alla vicepresidenza per le elezioni presidenziali del 2020. Tsai vinse con oltre il 57% dei voti, ottenendo un secondo mandato e permettendo a Lai di ricoprire la carica di vicepresidente.
Durante la sua vicepresidenza, fu nominato inviato speciale in Honduras per l'inaugurazione della presidente Xiomara Castro nel gennaio 2022. Dopo l'assassinio dell'ex primo ministro giapponese Shinzō Abe, fece un viaggio privato a Tokyo per rendere omaggio, diventando il funzionario taiwanese di più alto livello a visitare il Giappone in cinque decenni. Nel novembre 2022, guidò una delegazione di rappresentanti delle agenzie di viaggio e delle associazioni industriali di Taiwan a Palau per promuovere collaborazioni tra i due paesi.
Nel novembre 2022, la presidente Tsai Ing-wen si dimise da leader del PPD dopo gli insuccessi del partito nelle elezioni locali, lasciando spazio a Lai, che ottenne la leadership nel 2023.

### Presidente della Repubblica di Cina (dal 2024)

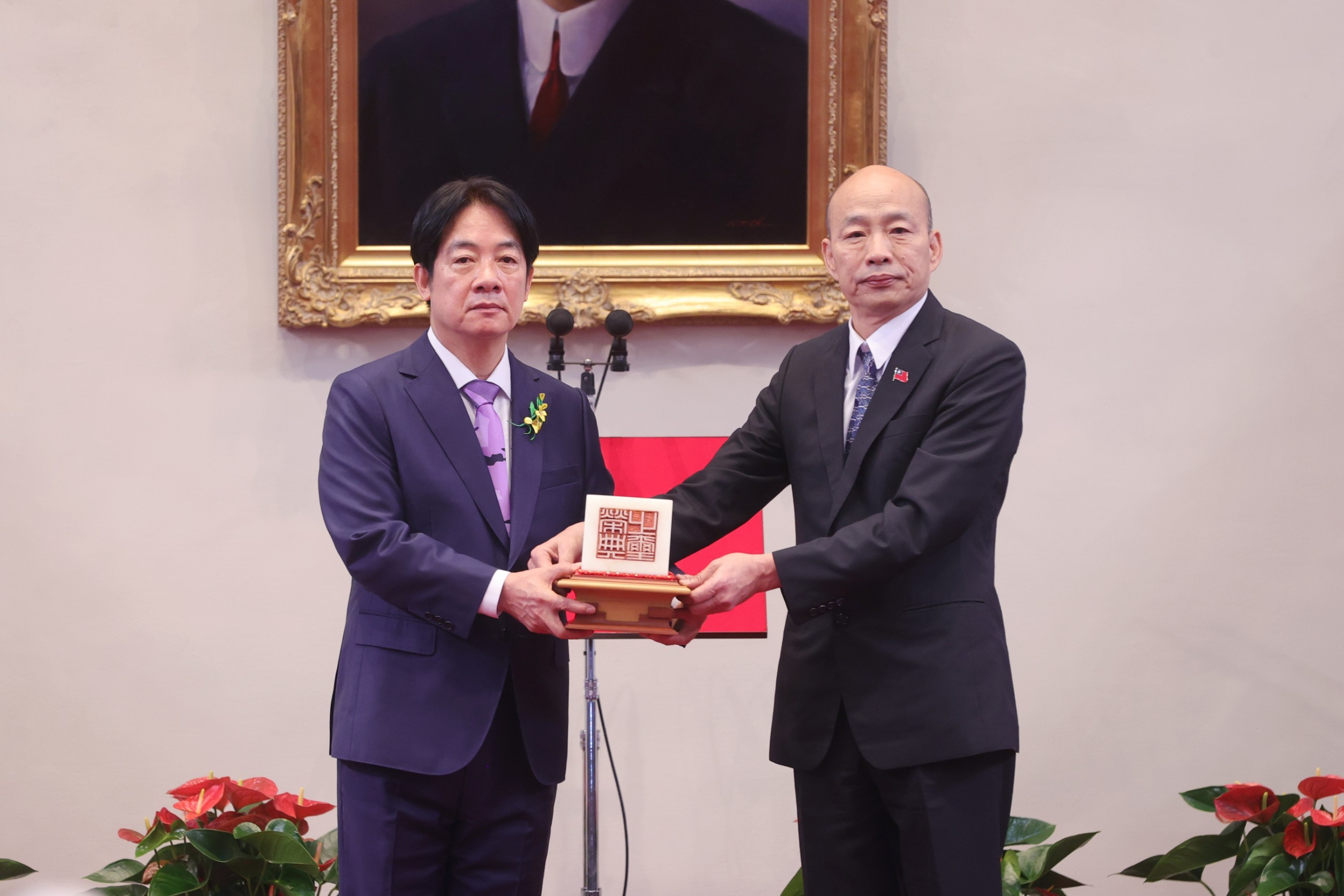
Lai accetta il sigillo di presidente della Repubblica di Cina dal presidente dello Yuan legislativo Han Kuo-yu

Nel marzo 2023, Lai si è registrato come unico candidato alle primarie presidenziali del PPD per il 2024 ed è stato ufficialmente nominato per accedere alla carica lo stesso aprile. Il 21 novembre 2023, ha registrato formalmente la sua candidatura presso la Commissione elettorale centrale insieme alla sua candidata alla vicepresidenza, Hsiao Bi-khim.
Il 13 gennaio 2024, è stato eletto presidente della Repubblica di Cina con oltre il 40% dei voti e ha prestato giuramento il 20 maggio 2024, segnando la prima volta che un partito politico ha vinto tre mandati presidenziali consecutivi da quando le elezioni dirette sono state introdotte nel 1996.
Sotto la guida di Lai, Taiwan ha continuato la New Southbound Policy dell'amministrazione precedente, firmando un accordo di investimento con la Thailandia nel giugno 2024. La Thailandia è diventata il quinto partner commerciale a firmare un accordo di investimento con Taiwan dall'annuncio della politica nel 2016.

## Posizioni politiche
In passato, Lai era considerato un forte sostenitore dell'indipendenza taiwanese. Come sindaco di Tainan, si definiva un "lavoratore pragmatico per l'indipendenza taiwanese" e sosteneva che fosse possibile "amare Taiwan mantenendo un'affinità con la Cina". Da allora ha tuttavia moderato la sua posizione, affermando che non c'è bisogno di dichiarare l'indipendenza poiché "Taiwan è già un paese sovrano e indipendente chiamato Repubblica di Cina" e che che i titoli "Taiwan" e "Repubblica di Cina" possano essere usati in modo equo e intercambiabile.
Egli sostiene inoltre il rafforzamento delle relazioni di Taiwan con gli Stati Uniti e altre democrazie liberali.

## Vita privata
Lai Ching-te è sposato con Wu Mei-ju dal 1986, con la quale ha avuto due figli, Lai Ting-yu e Lai Ting-yen.